# 理據及辯解
理據及辯解（英語：justification and excuse）是刑事法律程序中的兩種抗辯，均承認被告人曾作出法律禁止的作為。
如若該作為之有益影響大於其不良影響，或沒有錯誤或應受責備之處，則為有理可據。例如在火災期間闖入他人住宅營救小童。
如若該作為並非完全出於自願，例如是在脅迫或錯誤信念下作出，則為合理辯解。例如誤以為他人住宅發生火災而闖入試圖營救小童。